# توماس لوکاتلی
توماس لوکاتلی (به ایتالیایی: Tomas Locatelli) بازیکن فوتبال و اهل ایتالیا است که از سال ۱۹۹۹ میلادی عضو تیم ملی فوتبال ایتالیا بوده و در ۲ بازی ملی حضور داشته‌است. او در بازی‌های ملی‌اش گلی به ثمر نرساند.
توماس لوکاتلی آخرین بازی ملی خود را در سال ۲۰۰۰ میلادی انجام داد.